# Dietmar Artzinger-Bolten
Dietmar Artzinger-Bolten (* 23. September 1940 in Allenstein; † 4. März 2023) war ein deutscher Rechtsanwalt und Politiker der CDU. Bekannt wurde er als fünfter Präsident des 1. FC Köln in den Jahren 1987 bis 1991.

## Leben
Der aus Allenstein in Ostpreußen stammende Artzinger-Bolten kam als Vertriebener im Jahr 1945 nach Weinheim. Als Jugendlicher war er Anhänger der Stuttgarter Kickers und als Fußballspieler Mitglied einer Schulmannschaft. 1960 bestand er in Weinheim das Abitur. Ebenfalls 1960 trat er der Christlich Demokratischen Union Deutschlands (CDU) bei. Artzinger-Bolten, der stellvertretender Bundesvorsitzender des Rings christdemokratischer Studenten war, nahm an der Ruprecht-Karls-Universität Heidelberg ein Studium im Fach Rechtswissenschaft auf. Nach drei Semestern verließ er Heidelberg und setzte sein Studium in Köln, dann in Bonn fort. Während des Studiums in Köln kam Artzinger-Bolten als Zuschauer der Heimspiele mit dem 1. FC Köln in Berührung.
Ab 1969 war er beruflich als Rechtsanwalt tätig. Er gehörte in den Jahren 1975 bis 1994 dem Rat der Stadt Köln an und leitete zwischen 1980 und 1994 als Vorsitzender den Stadtentwicklungsausschuss. Von 1975 bis 1989 war er Mitglied des CDU-Fraktionsvorstandes. Von 1989 war Artzinger-Bolten Mitglied des Verwaltungsrates sowie des Kreditausschusses der Stadtsparkasse Köln. Ab dem Jahre 1986 engagierte sich Artzinger-Bolten im Vorstand des Kölner Haus- und Grundbesitzervereins von 1888. 
Artzinger-Bolten war ab Anfang der 1980er Jahre Rechtsberater von Spielern des 1. FC Köln. Im Winter 1986/87 befand sich der 1. FC Köln nach schweren Vorstandsquerelen und der Rücktrittsankündigung  des Präsidenten Peter Weiand für April 1987 in einer Führungskrise. In dieser Situation wurde der bislang nicht in FC-Gremien vertretene Dietmar Artzinger-Bolten als Kandidat für die Präsidentschaft des Vereins vorgeschlagen und auf einer außerordentlichen Mitgliederversammlung am 3. April 1987 gewählt. Artzinger-Bolten kündigte nach der erfolgten Wahl (235:197 Stimmen) an, der 1. FC Köln soll „wieder ein volkstümlicher Klub werden“. Dem zuvor als Anwärter auf das Präsidentenamt geltenden Karl-Heinz Thielen waren vom DFB-Funktionär Egidius Braun nicht näher genannte Vorwürfe gemacht worden, die es verhinderten, Thielen als Anwärter auf den Vorsitz aufzustellen, mit Bernhard Worms trat ein weiterer Kandidat wegen politischer Verpflichtungen nicht an, wodurch der Weg für Artzinger-Bolten frei war. Dieser wurde deshalb als „Notlösung“ eingestuft.
Während seiner vierjährigen Amtszeit wurde der Fußballverein zweimal Deutscher Vizemeister, darüber hinaus erreichte er das Halbfinale des Europapokals und nahm 1991 am Pokalendspiel teil. In seine Zeit fällt die Entlassung des Erfolgstrainers Christoph Daum während der WM 1990 in Italien sowie der Erhalt der bis dahin höchsten Transfersumme der Bundesligageschichte (14,5 Mio. DM, andere Quellen nennen 17 beziehungsweise 18 Mio. DM) beim Verkauf von Thomas Häßler an Juventus Turin. Nach der Entlassung des beliebten Christoph Daum sahen sich Artzinger-Bolten und seine Vorstandskollegen Beschimpfungen ausgesetzt, was er als Belastung für seine Familie erlebte. Das dreiköpfige Führungsgremium des 1. FC Köln (Artzinger-Bolten, Jupp Söller, Hans Neukirch) gab am 9. September 1991 seinen Rückzug bekannt, der auf der Mitgliederversammlung am 21. November 1991 vollzogen wurde. Artzinger-Boltens Amtsführung war kritisiert worden, er beklagte eine unwürdige Behandlung („Ich weiß nicht, ob man noch ehrenamtlich tätig sein kann, wenn man täglich in dieser Weise behandelt wird“) und sah auch den Ruf seiner Anwaltskanzlei gefährdet. Er wollte den Bundesligaklub in eine Aktiengesellschaft umwandeln und 1991/92 an die Börse bringen. Zum Zeitpunkt seines Abtritts als Präsident 1991 war der Verein hoch verschuldet. Sein Nachfolger als Präsident des Domstadtklubs wurde Klaus Hartmann. 
Dietmar Artzinger-Bolten wurde als Anerkennung für seinen gesellschaftlichen Einsatz (Mitglied im Lions Club und im Kuratorium der Kölner Philharmonie) Ende November 1985 mit dem Verdienstorden der Bundesrepublik Deutschland und im November 2004 mit dem Verdienstkreuz 1. Klasse des Verdienstordens der Bundesrepublik Deutschland ausgezeichnet.